# فينسينت فيرميج
فينسينت فيرميج (بالهولندية: Vincent Vermeij)‏ (9 أغسطس 1994 ببلاريكوم في هولندا - ) هو لاعب كرة قدم هولندي في مركز الهجوم. شارك مع منتخب هولندا تحت 21 سنة لكرة القدم. أما مع النوادي، فقد لعب مع أياكس أمستردام ودي غرافشاب وشباب أياكس.

## روابط خارجية
- فينسينت فيرميج على موقع قاعدة بيانات كرة القدم.إي يو (الإنجليزية)
- فينسينت فيرميج على موقع Soccerway.com (الإنجليزية)
- فينسينت فيرميج على موقع عالم كرة القدم.نت (الإنجليزية)